# Святослав Ярославич
Святослáв Ярослáвич (д.-рус. Ст҃ославь, Ст҃ославль; 1027 — 27 грудня 1076) — руський князь із династії Рюриковичів, Князь володимирський (?-1054), князь чернігівський (1054-1073) і Великий князь Київський (1073-1076). Четвертий син Ярослава Мудрого. За заповітом батька отримав Чернігів із волостю; також володів Муромом, Білоозером і Тмутороканню. Організатор походів проти торків і половців. Розбитий половцями на Альті, після чого повернув собі славу перемігши їх у битві на річці Снов (1068). Намагався стати київським князем: 1073 року звинуватив старшого брата, київського князя Ізяслава у змові з полоцьким князем Всеславом. За допомогою Всеволода вигнав Ізяслава з Києва, захопивши великокняжий престол. Фундатор будівництва Печерської церкви в Києві. При ньому були складені «Ізборники» (1073, 1076). Помер від невдалої операції з видалення пухлини. Похований у чернігівському Спаському соборі. Хрещене ім'я — Миколай; у західній традиції — Святосла́в ІІ.

## Біографія
Святослав Ярославич народився 1027 року. Він був четвертим сином великого князя київського Ярослава Мудрого; третім сином шведської принцеси Інгігерди (Ірини). Його старшими братами були Ілля, Володимир та Ізяслав Ярославичі, а молодшими — Всеволод, Ігор і В'ячеслав.
У віці 16 років одружився з дочкою німецького графа Л. Штанденського. У «Ізборнику» Святослава 1073 року міститься портрет князя та його родини.
Після смерті батька у 1054 році отримав Чернігів, а також деякі дрібніші волості: Муром, Білоозерське князівство й Тмуторокань. Разом з братами Ізяславом (на той час великий князь київський) та Всеволодом (на той час князь переяславський) утворив триумвірат, який успішно правив на Русі до 1073 року.
Спільно з ними зібрав військо, яке розбило торків 1060 року а також взяв участь у битві з половцями на Альті 1068 року. Битва була програна, після чого Святослав втік до Чернігова.
У битві на річці Снов 1 листопада 1068 року зумів розбити половецькі загони, у Повісті Минулих Літ так описано цей бій: «Святослав, побачивши множества їх, сказав дружині: „Ударимо, дружино! Уже ніяк нам куди дітися!“ Відчайдушно пішла в атаку кіннота і чернігівці перемогли. Багато половців порубали і потопили в Снові, а їхнього хана захопили в полон. Святослав не став його вбивати, а склавши мир відпустив на волю».
За допомогою Всеволода усунув Ізяслава з великокняжого стола і зайняв Київ 22 березня 1073 року. Літописець пише: «А Святосав сів у Києві, прогнави брата свого і переступивши заповідь отчу».
У 1076 році Святослав захворів. Його родичі привели двох грецьких лікарів, які провели невдалу операцію по розрізанню пухлини на шиї через що князь помер (є версії, що родичі це спеціально підлаштували).
Похований у Чернігові, в Спаському соборі.

## Вшанування пам'яті
У місті Чернігів вулицю Нахімова перейменували на вулиця Святославську.

## Портрети

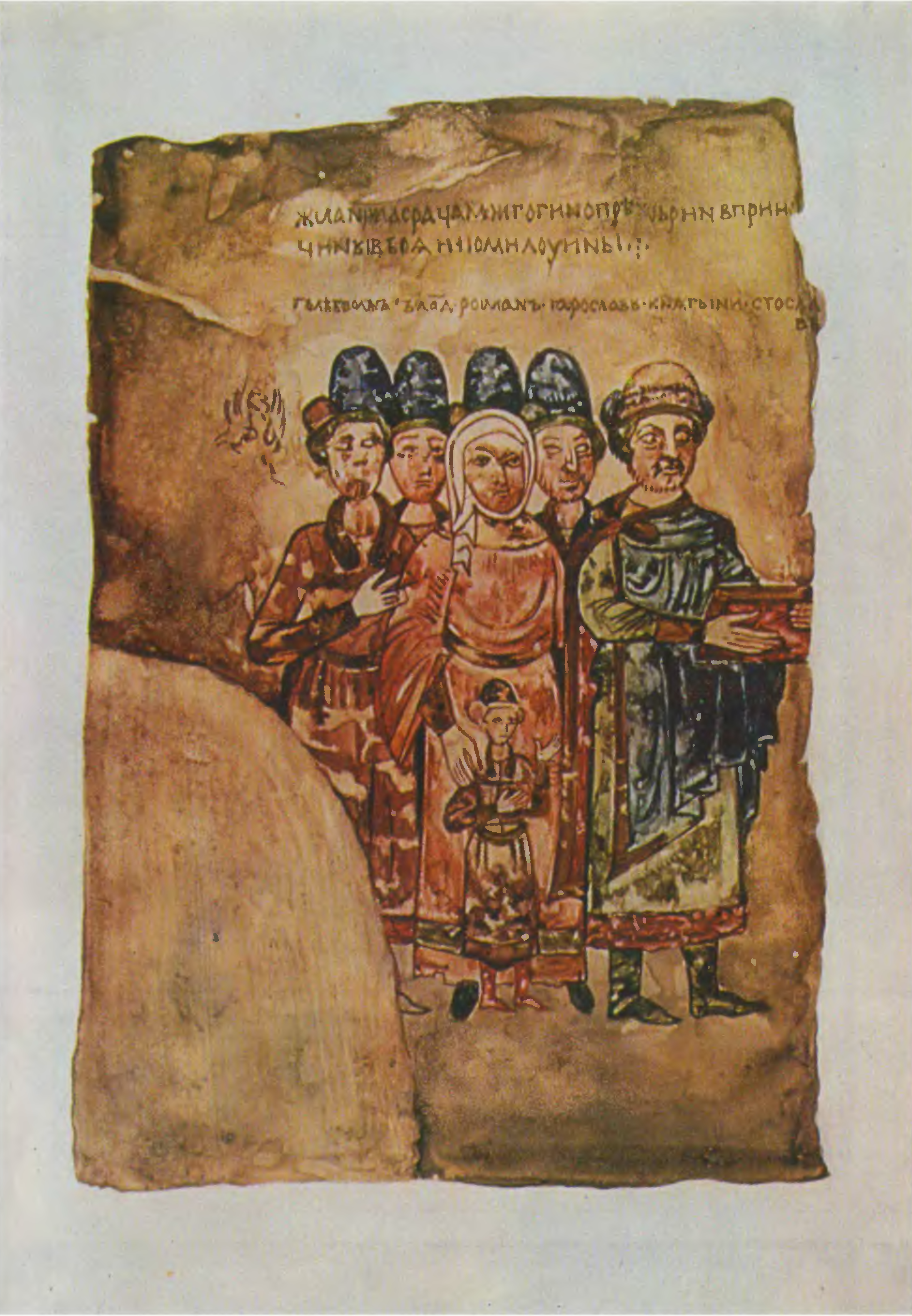
Святослав Ярославич («Ізборник», 1076)
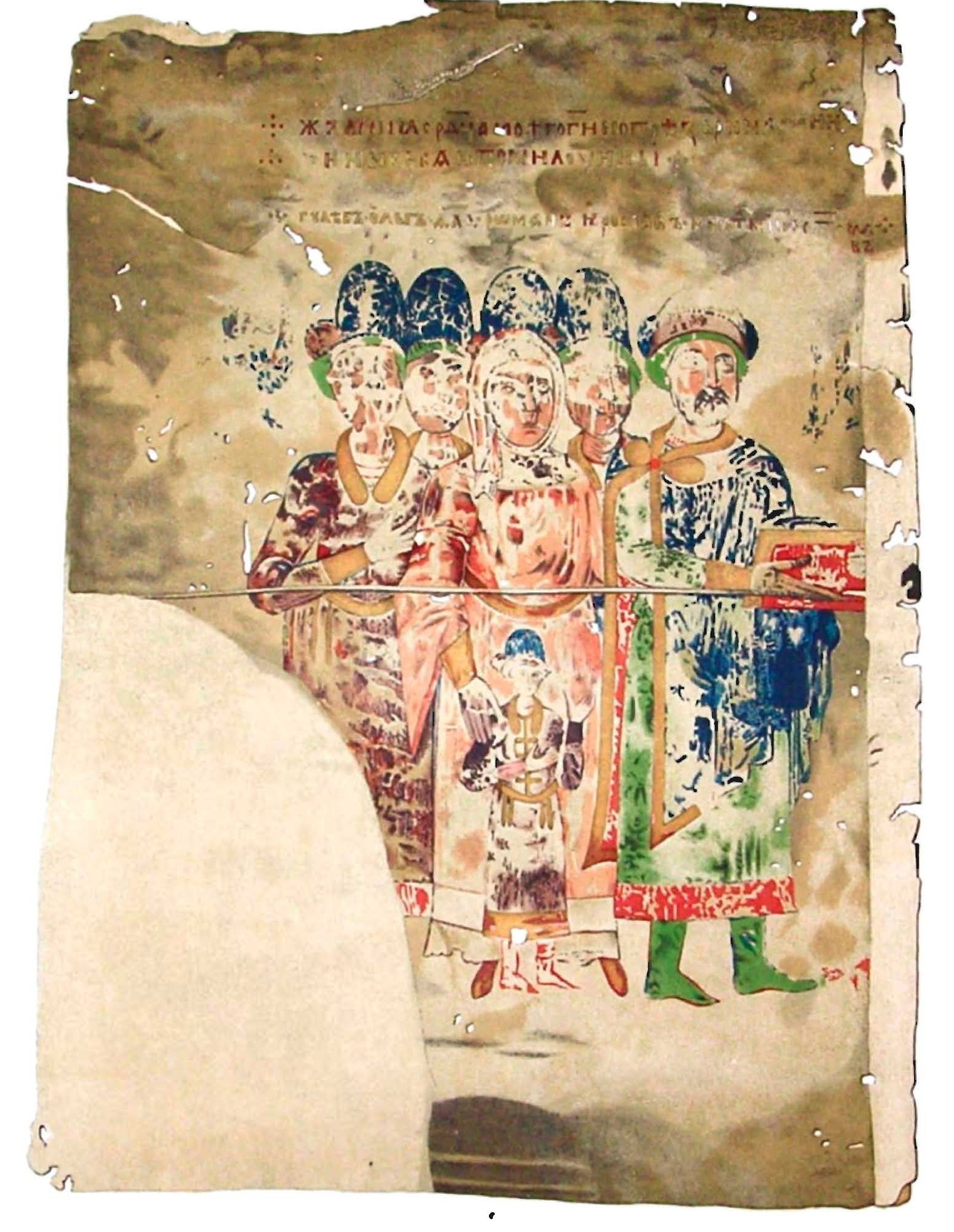
Святослав Ярославич («Ізборник», 1073)
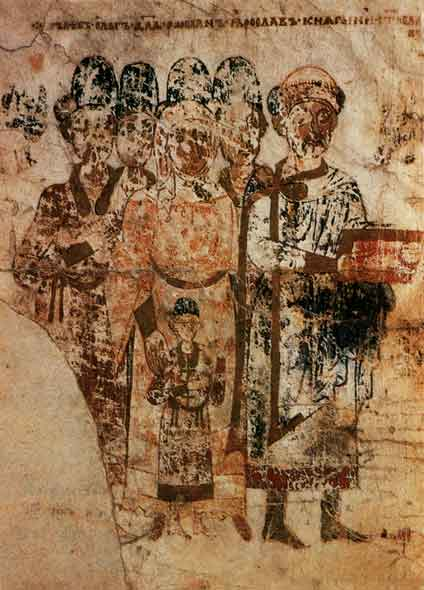
Святослав Ярославич («Ізборник», 1073)
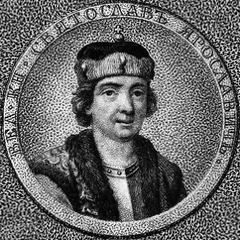
Святослав ІІ (Вільям Тук, 1800)

## Родина
- Перший шлюб: з Любецького пом'яника відомо, що княгиню звали Килікія[6][7] (або Цецилія) невідомого походження. Діти від першого шлюбу:

1. Гліб Святославич (?—1078) — князь тмутороканський (1064 і 1066—1068 рр.), новгородський (1068—1073 і 1077—1078 рр.), переяславський (1073—1077 рр.);
2. Роман Святославич (?—1079) — князь тмутороканський (1070—1079)
3. Давид Святославич (д.-рус. Давыд) (†1123 р.) — князь переяславський (1073—1076 рр.), князь муромський (1076—1093 рр.), князь смоленський в (1093—1095 і 1096—1097 рр.), князь новгородський (1094—1095 рр.), князь чернігівський (1097—1123 рр.);
4. Олег Святославич (†1115 р.) — князь тмутороканський (1083—1094 рр.), князь чернігівський (1094—1097 рр.).

- Другий шлюб, бл. 1070: німецька принцеса Ода Штаденська, онука брата імператора Священної Римської імперії Генріха III Чорного, дочкою графа Етелера, сестрою трірського архієпископа Бургарда, одного з найбільших духовних князів імперії[8].

1. Ярослав Святославич (?—1129) — князь муромський (1093—1123, 1127—1129) і чернігівський (1123—1127).
2. Вишеслава Святославна (? — після 1088) — за відомостями Татіщева, які більшість істориків вважають фальсифікацією, була дружиною польського короля Болеслава ІІ Сміливого. Цю версію підтримує Л. Войтович[9].

## Родовід
|  |                                                 |  |  |  |  |  |  |  |  |  |  |  |  |  |  |  |
|  | 8. Святослав, великий князь київський           |  |  |  |  |  |  |  |  |  |  |  |  |  |  |  |
|  |                                                 |  |  |  |  |  |  |  |  |  |  |  |  |  |  |  |
|  |                                                 |  |  |  |  |  |  |  |  |  |  |  |  |  |  |  |
|  | 4. Володимир, великий князь київський           |  |  |  |  |  |  |  |  |  |  |  |  |  |  |  |
|  |                                                 |  |  |  |  |  |  |  |  |  |  |  |  |  |  |  |
|  |                                                 |  |  |  |  |  |  |  |  |  |  |  |  |  |  |  |
|  | 9. Малуша, ключниця                             |  |  |  |  |  |  |  |  |  |  |  |  |  |  |  |
|  |                                                 |  |  |  |  |  |  |  |  |  |  |  |  |  |  |  |
|  |                                                 |  |  |  |  |  |  |  |  |  |  |  |  |  |  |  |
|  | 2. Ярослав Мудрий, великий князь київський      |  |  |  |  |  |  |  |  |  |  |  |  |  |  |  |
|  |                                                 |  |  |  |  |  |  |  |  |  |  |  |  |  |  |  |
|  |                                                 |  |  |  |  |  |  |  |  |  |  |  |  |  |  |  |
|  | 10. Рогволод, князь полоцький                   |  |  |  |  |  |  |  |  |  |  |  |  |  |  |  |
|  |                                                 |  |  |  |  |  |  |  |  |  |  |  |  |  |  |  |
|  |                                                 |  |  |  |  |  |  |  |  |  |  |  |  |  |  |  |
|  | 5. Рогніда, княжна полоцька                     |  |  |  |  |  |  |  |  |  |  |  |  |  |  |  |
|  |                                                 |  |  |  |  |  |  |  |  |  |  |  |  |  |  |  |
|  |                                                 |  |  |  |  |  |  |  |  |  |  |  |  |  |  |  |
|  | 1. Святослав Ярославич, великий князь київський |  |  |  |  |  |  |  |  |  |  |  |  |  |  |  |
|  |                                                 |  |  |  |  |  |  |  |  |  |  |  |  |  |  |  |
|  |                                                 |  |  |  |  |  |  |  |  |  |  |  |  |  |  |  |
|  | 12. Ерік VI Переможець, король Швеції           |  |  |  |  |  |  |  |  |  |  |  |  |  |  |  |
|  |                                                 |  |  |  |  |  |  |  |  |  |  |  |  |  |  |  |
|  |                                                 |  |  |  |  |  |  |  |  |  |  |  |  |  |  |  |
|  | 6. Улоф III Шетконунг, король Швеції            |  |  |  |  |  |  |  |  |  |  |  |  |  |  |  |
|  |                                                 |  |  |  |  |  |  |  |  |  |  |  |  |  |  |  |
|  |                                                 |  |  |  |  |  |  |  |  |  |  |  |  |  |  |  |
|  | 13. Сігрід Горда, княжна польська (?)           |  |  |  |  |  |  |  |  |  |  |  |  |  |  |  |
|  |                                                 |  |  |  |  |  |  |  |  |  |  |  |  |  |  |  |
|  |                                                 |  |  |  |  |  |  |  |  |  |  |  |  |  |  |  |
|  | 3. Інгігерда, принцеса шведська                 |  |  |  |  |  |  |  |  |  |  |  |  |  |  |  |
|  |                                                 |  |  |  |  |  |  |  |  |  |  |  |  |  |  |  |
|  |                                                 |  |  |  |  |  |  |  |  |  |  |  |  |  |  |  |
|  | 14. Мечеслава III, князь ободритів              |  |  |  |  |  |  |  |  |  |  |  |  |  |  |  |
|  |                                                 |  |  |  |  |  |  |  |  |  |  |  |  |  |  |  |
|  |                                                 |  |  |  |  |  |  |  |  |  |  |  |  |  |  |  |
|  | 7. Астрід Ободритська                           |  |  |  |  |  |  |  |  |  |  |  |  |  |  |  |
|  |                                                 |  |  |  |  |  |  |  |  |  |  |  |  |  |  |  |
|  |                                                 |  |  |  |  |  |  |  |  |  |  |  |  |  |  |  |